# Lepismium
Genre
Lepismium est un genre de plantes à fleurs de la famille des Cactaceae (les cactus), de la sous-famille des Cactoideae et de la tribu des Rhipsalideae.
Les espèces sont natives d'Amérique du Sud.

## Liste des espèces
- Lepismium cruciforme
- Lepismium houlletianum
- Lepismium lorentzianum
- Lepismium lumbricoides
- Lepismium warmingianum

## Publication originale
- Ludwig Karl Georg Pfeiffer, Allg. Gartenzeitung 3: 315. , 380. 1835.